# Labasa

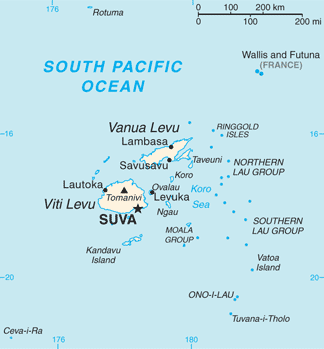
Labasas läge i norra Fiji

Labasa är en ort i Fiji med en befolkning på 24 187 invånare enligt folkräkningen från 1996. Labasa ligger i provinsen Macuata, i norra delen av ön Vanua Levu, och är den största staden på ön. Staden ligger i ett delta som bildas av tre floder, Wailevufloden, Labasafloden (efter vilken staden är döpt) och Qawafloden. De senare två kopplas ihop av en åtta kilometer lång kanal. Labasas huvudgata hyser öns enda trafikljus.

## Ekonomi
Områdena kring Labasa är främst jordbruksområden, som bidrar till mycket av stadens industri. Främst är det sockerrör som odlas, och öns enda sockerkvarn ligger i staden. På senare tid har sockerproduktionen minskat, på grund av politiska förändringar och marknadsförluster. Detta reflekteras i en ökad utflyttning av folk till huvudön Viti Levu, i jakt efter arbeten.
Staden hyser öns enda sjukhus, som dock lider av avsaknad av professionell personal och utrustning.
Labasa ligger normalt sett utanför turistområdena, men har ett par hotell och restauranger längs kmed huvudgatan. Det finns en relativt stor marknad i staden, och där finns också en taxi- och busshållplats.

## Politik
Labasa fick ortsrättigheter 1939, och styrs av ett stadsråd med tolv medlemmar, som tillsammans väljer en borgmästare. Medlemmarna väljs i treårsperioder, och borgmästaren i ett, men kan utökas obegränsat många gånger.